# Michele Ischia
Michele Ischia (Rovereto, 5 marzo 1978) è un allenatore di calcio ed ex calciatore italiano, di ruolo difensore.

## Carriera
Inizia a giocare nel 1995 con i dilettanti dell'Arco, collezionando 66 presenze e vincendo un campionato di Eccellenza.
Nel 1998 passa in Serie C2 con la maglia del Trento, collezionando 26 presenze. Nel 1999 si trasferisce alla Vis Pesaro in Serie C2 e giocandoci successivamente in Serie C1. Rimane in questa squadra fino al 2004 collezionando 131 presenze e 2 gol in partite di campionato.
Nel 2004 viene acquistato dal Frosinone, ed a gennaio 2005 ritorna in Serie C2 con la maglia del Palazzolo, collezionando 16 presenze e un gol.
In estate 2005 ritorna al Frosinone e dopo un anno la squadra frusinate ottiene la sua prima promozione in Serie B. Esordisce in seconda serie in Frosinone-Spezia (2-2), segnando al debutto.
Nel 2008 passa alla Cavese in terza serie e quindi nella stessa categoria con Rimini e Barletta.
Nel 2011 passa al Lecco in Seconda Divisione.
Nel 2023 è alla guida dell'Arco , dove era responsabile delle giovanili.

## Palmarès

### Club

#### Competizioni regionali
- Eccellenza: 1

Arco: 1995-1996